# Канал Святого Антонія
43°42′18″ пн. ш. 15°51′13″ сх. д. / 43.705° пн. ш. 15.853611111111° сх. д.
Канал Святого Антонія (хорв. Kanal svetog Ante) — протока, що з'єднує Шибеницьку затоку з Адріатичним морем.
У 1974 році його охороняють як визначний ландшафт. Його довжина становить понад 2000 метрів, а ширина — від 140 до 220 метрів. Він став популярним після того, як вздовж каналу була побудована пішохідна доріжка. Місце ідеально підходить для різноманітних заходів, таких як їзда на велосипеді, прогулянки, плавання та огляд визначних пам'яток. До найкрасивіших пам'яток каналу можна віднести фортецю Святого Миколая, розташовану біля входу в канал, печеру Святого Антонія, розташовану посередині каналу, і неподалік бункер «Очі Гітлера». Біля печери є оглядовий майданчик з панорамним видом на Шибеник.

## Галерея зображень

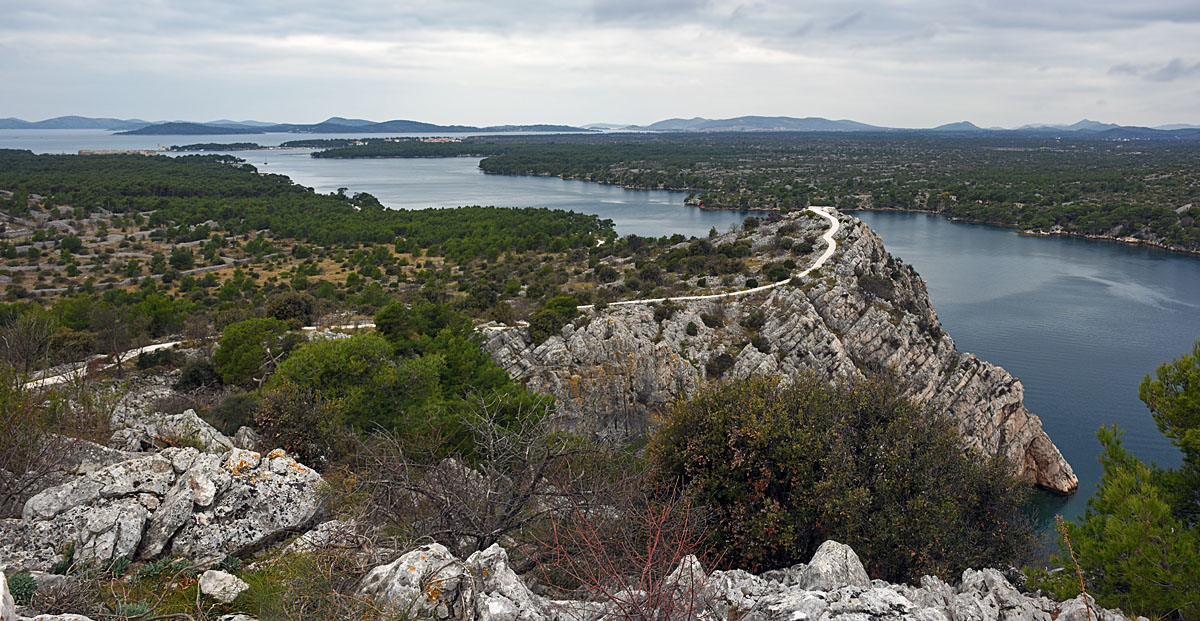
Канал Святого Антонія
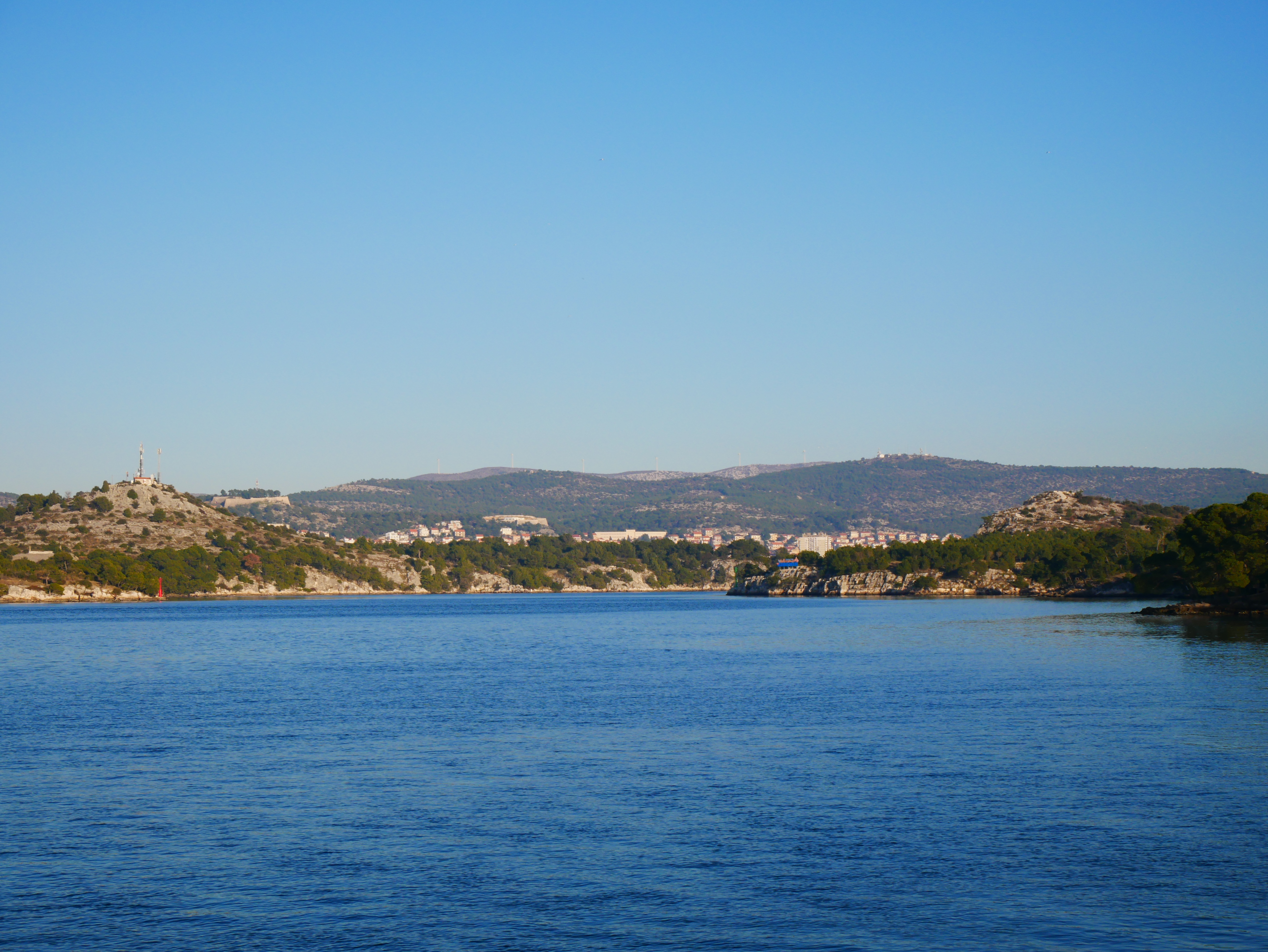
Канал Святого Антонія
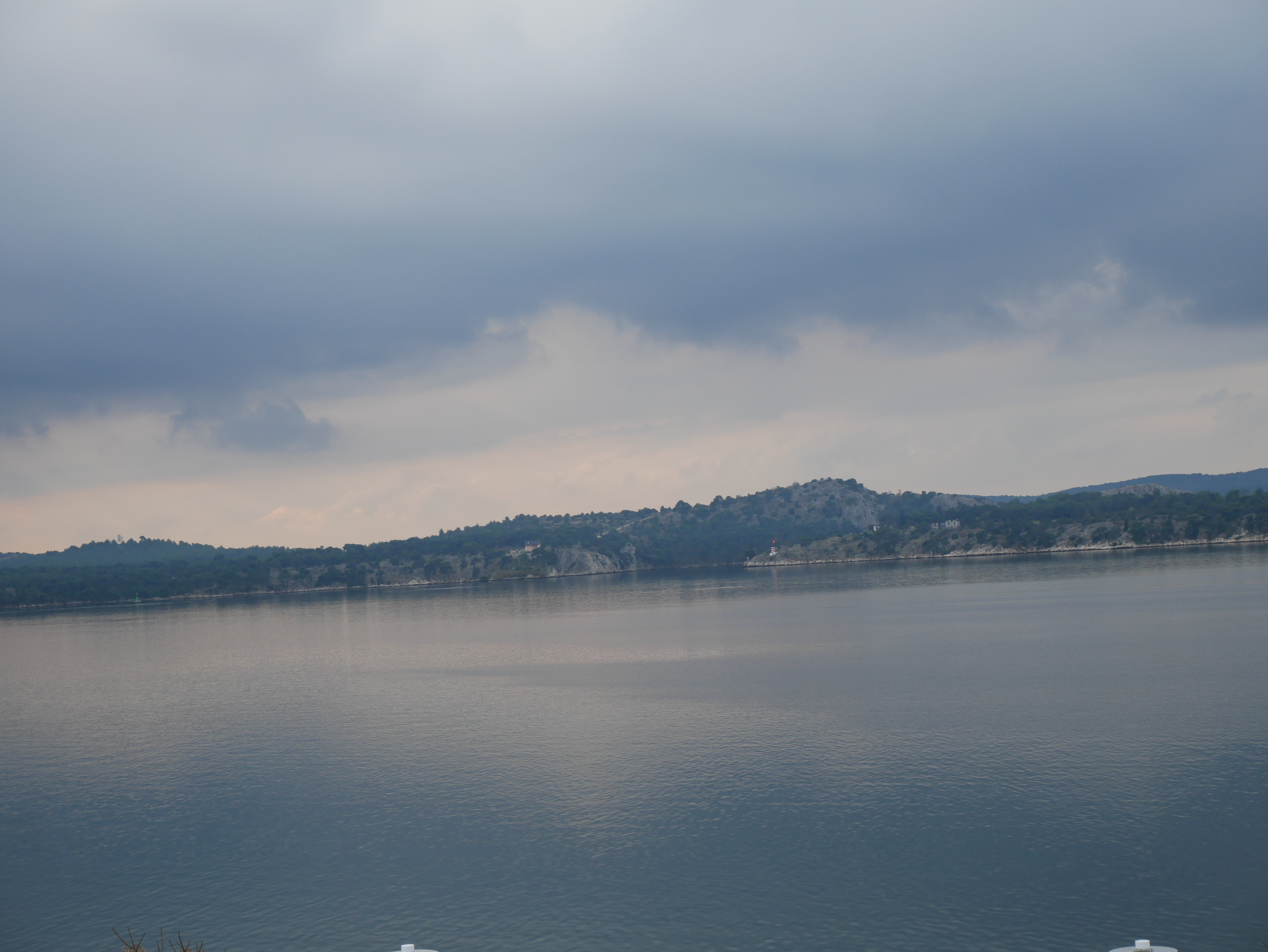
Вид зпляжу Бандж
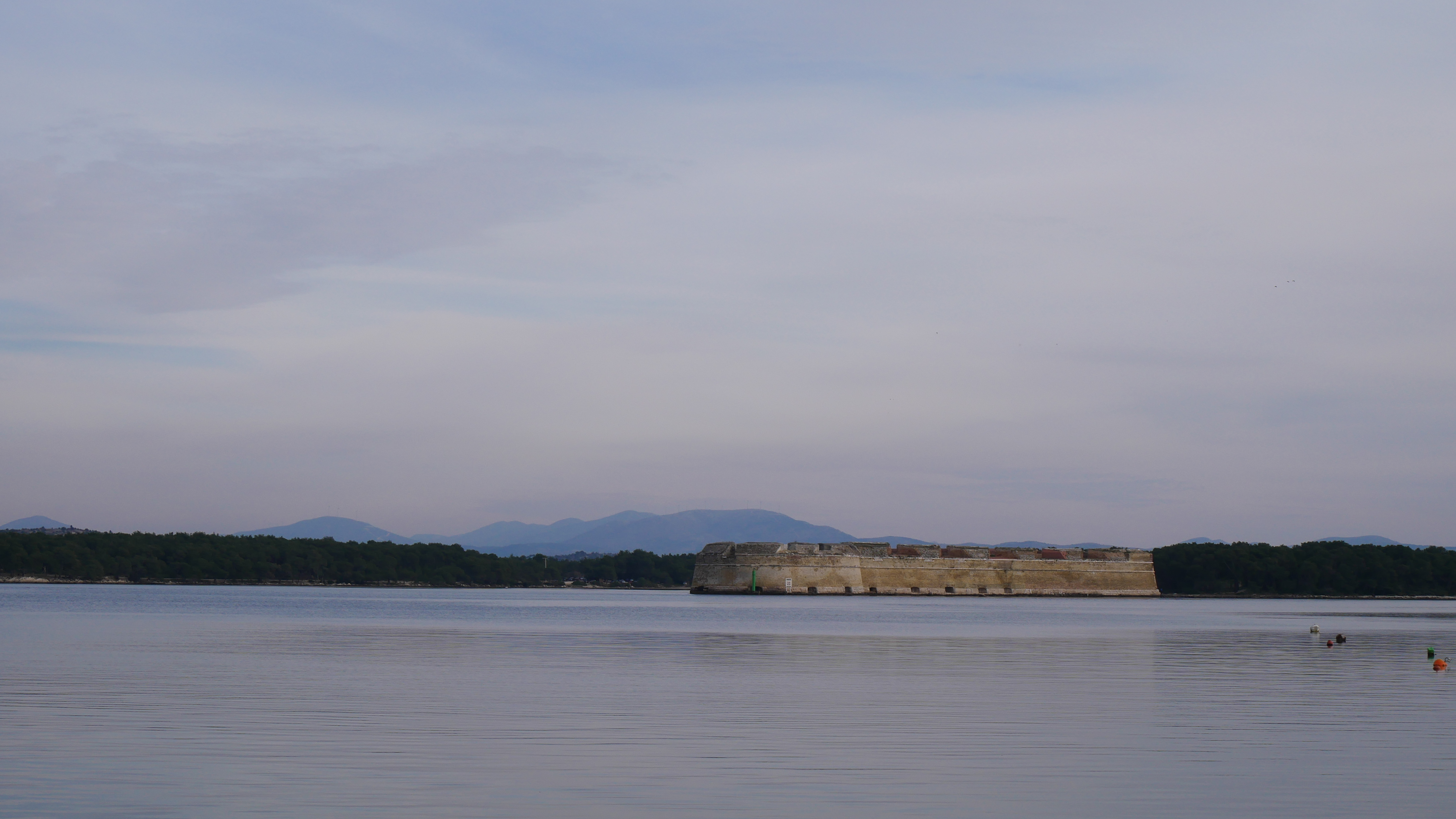
Вид на фортецю Святого Миколая з Ядрії
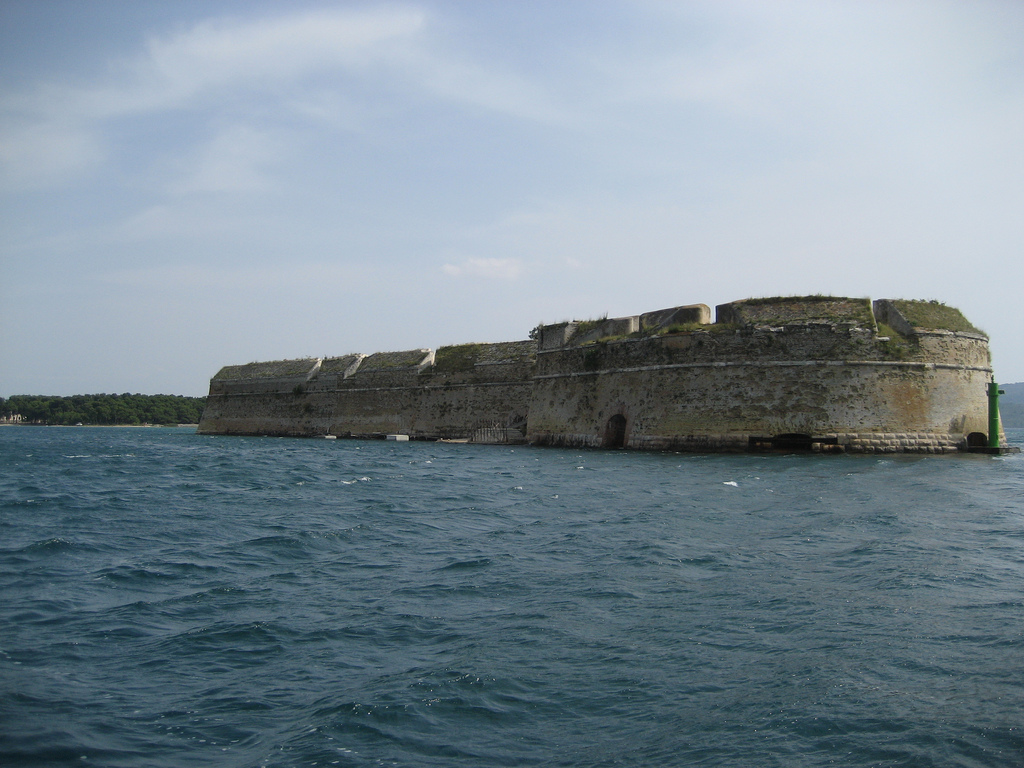
Фортеця Святого Миколая
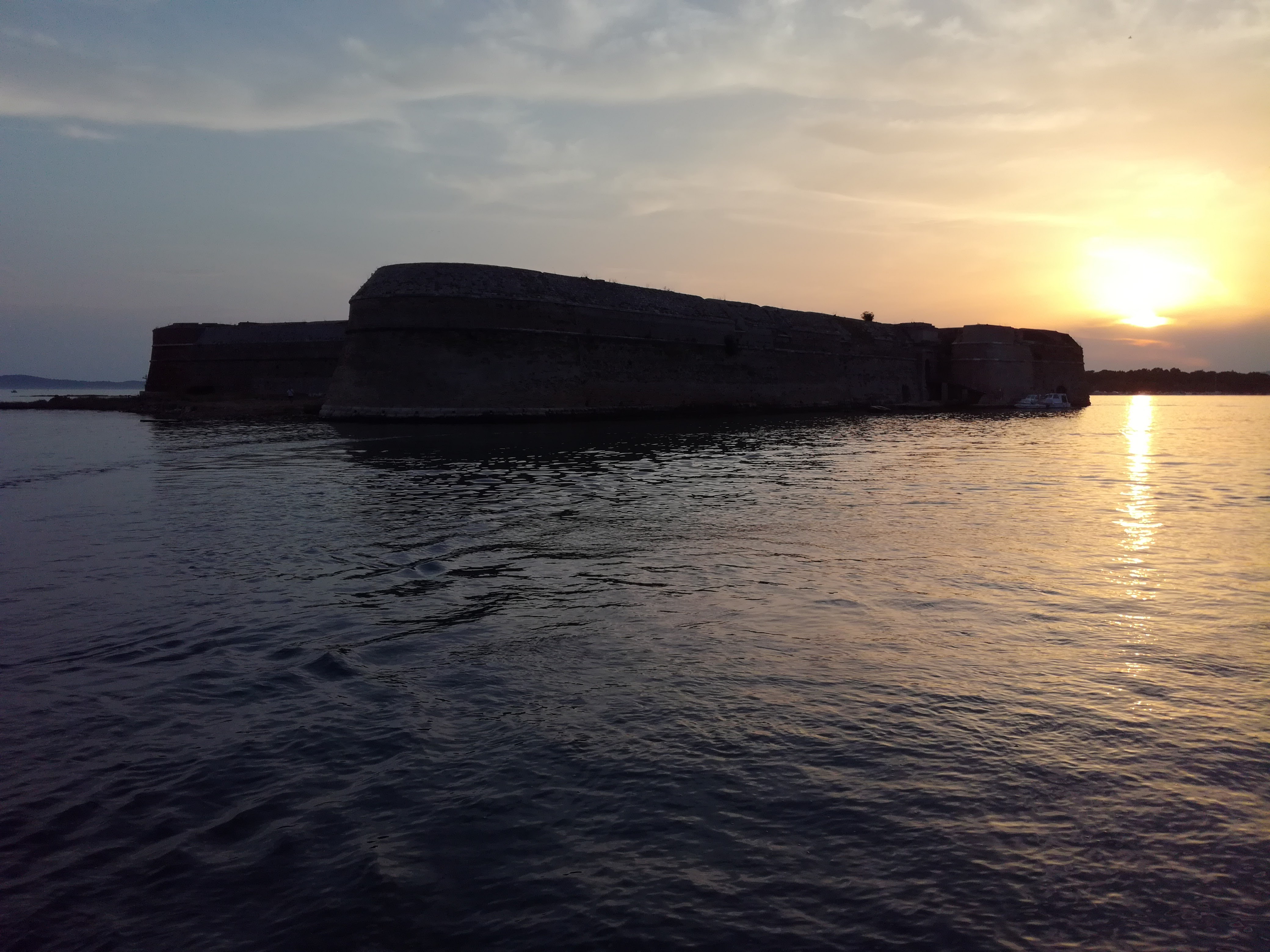
Фортеця Святого Миколая, розташована на вході в канал
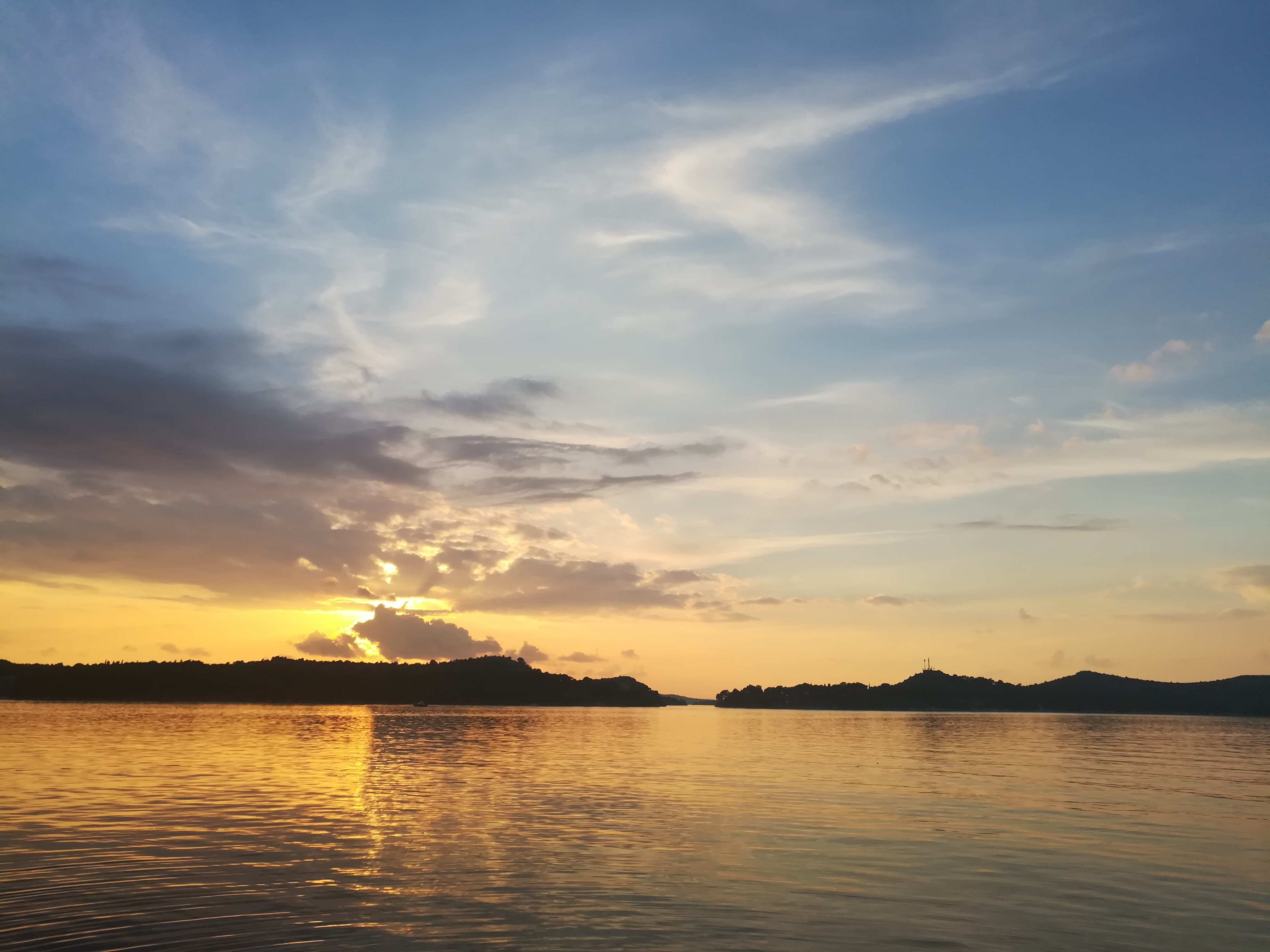
Захід сонця на каналі Святого Антонія
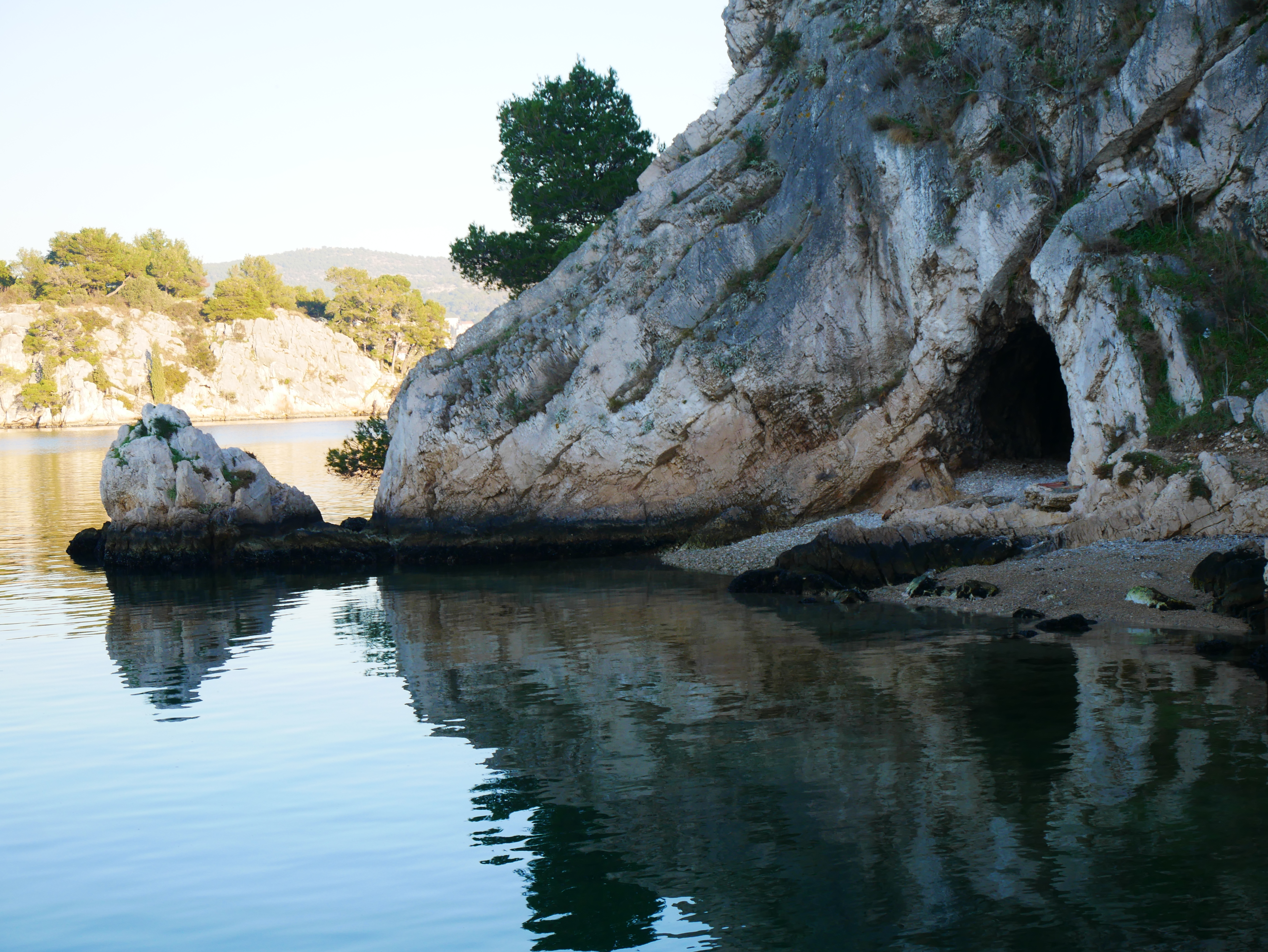
Вхід до печери Святого Антонія
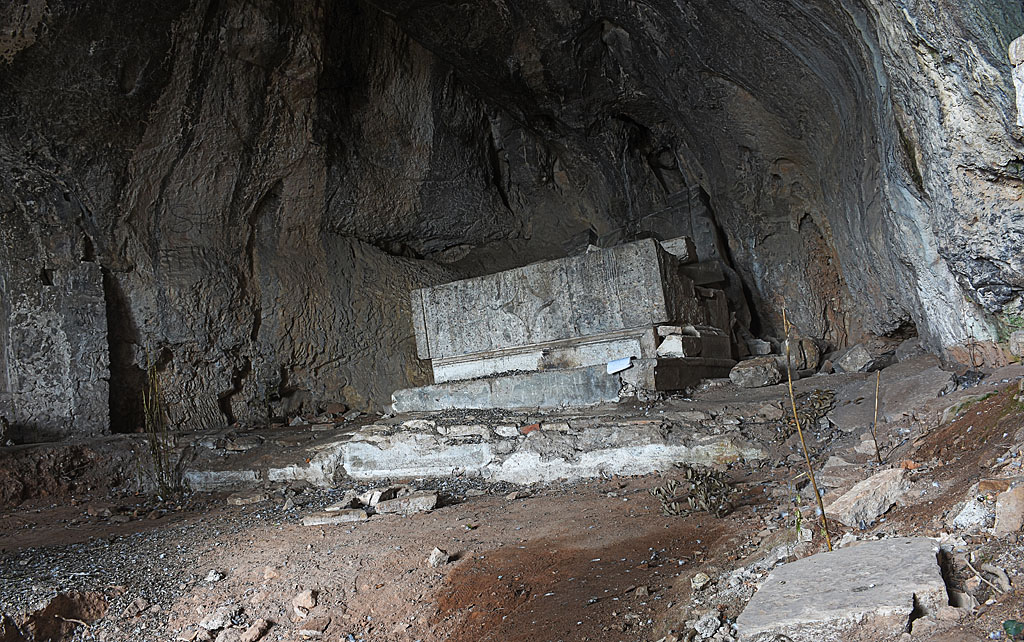
Печера Святого Антонія
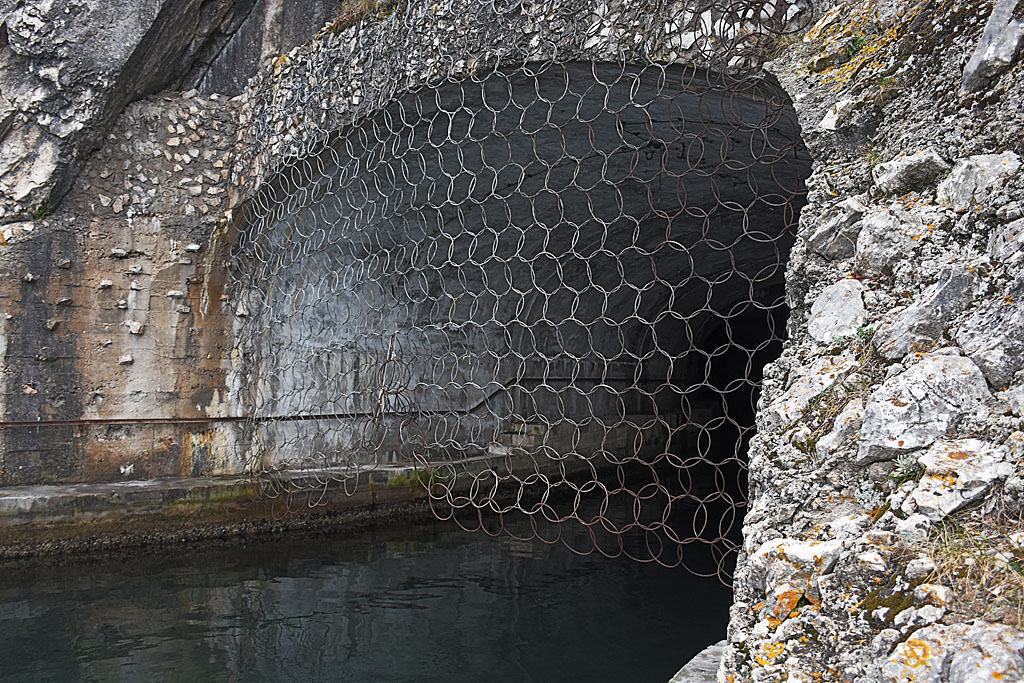
Очі Гітлера